# クリスチャン・サンタナ
- クリスティアン・サンタナ

クリスチャン・アンドレス・サンタナ（Cristian Andres Santana, 2003年11月25日 - ）は、ドミニカ共和国アスア州アスア出身のプロ野球選手（遊撃手）。右投右打。MLBのデトロイト・タイガース傘下所属。

## 経歴
2021年にアマチュア・フリーエージェントでデトロイト・タイガースと契約してプロ入り。契約金は球団史上最高額となる295万ドル。傘下のルーキー級ドミニカン・サマーリーグ・タイガースでプロデビューし、54試合に出場して打率.269、9本塁打、27打点の成績を記録した。